# Пилатовићи
Пилатовићи су насеље у Србији у општини Пожега у Златиборском округу. Према попису из 2022. било је 621 становника.
Овде се налазе ОШ „Емилија Остојић” ИО Пилатовићи и Велика хумка.

## Демографија
У насељу Пилатовићи живи 654 пунолетна становника, а просечна старост становништва износи 44,2 година (42,7 код мушкараца и 45,7 код жена). У насељу има 235 домаћинстава, а просечан број чланова по домаћинству је 3,42.
Ово насеље је у потпуности насељено Србима (према попису из 2002. године), а у последња три пописа, примећен је пад у броју становника.
|  |

| Демографија | Демографија | Демографија |
| Година      | Становника  | Становника  |
| ----------- | ----------- | ----------- |
| 1948.       | 973         |             |
| 1953.       | 1.029       |             |
| 1961.       | 979         |             |
| 1971.       | 964         |             |
| 1981.       | 938         |             |
| 1991.       | 895         | 883         |
| 2002.       | 803         | 813         |

| Етнички састав према попису из 2002.‍ | Етнички састав према попису из 2002.‍ | Етнички састав према попису из 2002.‍ | Етнички састав према попису из 2002.‍ | Етнички састав према попису из 2002.‍ |
| ------------------------------------ | ------------------------------------ | ------------------------------------ | ------------------------------------ | ------------------------------------ |
|                                      |                                      |                                      |                                      |                                      |
| Срби                                 | Срби                                 |                                      | 803                                  | 100,0%                               |
| непознато                            | непознато                            |                                      | 0                                    | 0,0%                                 |

| Година пописа     | 1948. | 1953. | 1961. | 1971. | 1981. | 1991. | 2002. |
| ----------------- | ----- | ----- | ----- | ----- | ----- | ----- | ----- |
| Број домаћинстава | 182   | 211   | 226   | 236   | 258   | 253   | 235   |

| Број чланова      | 1  | 2  | 3  | 4  | 5  | 6  | 7 | 8 | 9 | 10 и више | Просек |
| ----------------- | -- | -- | -- | -- | -- | -- | - | - | - | --------- | ------ |
| Број домаћинстава | 44 | 56 | 26 | 39 | 30 | 27 | 6 | 5 | 1 | 1         | 3,42   |

| Пол    | Укупно | Неожењен/Неудата | Ожењен/Удата | Удовац/Удовица | Разведен/Разведена | Непознато |
| ------ | ------ | ---------------- | ------------ | -------------- | ------------------ | --------- |
| Мушки  | 332    | 87               | 221          | 20             | 4                  | 0         |
| Женски | 353    | 48               | 223          | 80             | 1                  | 1         |
| УКУПНО | 685    | 135              | 444          | 100            | 5                  | 1         |

| Пол    | Укупно                    | Пољопривреда, лов и шумарство | Рибарство                            | Вађење руде и камена | Прерађивачка индустрија       |
| ------ | ------------------------- | ----------------------------- | ------------------------------------ | -------------------- | ----------------------------- |
| Мушки  | 148                       | 42                            | 0                                    | 0                    | 67                            |
| Женски | 109                       | 46                            | 0                                    | 0                    | 33                            |
| УКУПНО | 257                       | 88                            | 0                                    | 0                    | 100                           |
| Пол    | Производња и снабдевање   | Грађевинарство                | Трговина                             | Хотели и ресторани   | Саобраћај, складиштење и везе |
| Мушки  | 3                         | 4                             | 3                                    | 0                    | 9                             |
| Женски | 1                         | 0                             | 8                                    | 2                    | 0                             |
| УКУПНО | 4                         | 4                             | 11                                   | 2                    | 9                             |
| Пол    | Финансијско посредовање   | Некретнине                    | Државна управа и одбрана             | Образовање           | Здравствени и социјални рад   |
| Мушки  | 1                         | 4                             | 2                                    | 4                    | 1                             |
| Женски | 0                         | 1                             | 2                                    | 9                    | 5                             |
| УКУПНО | 1                         | 5                             | 4                                    | 13                   | 6                             |
| Пол    | Остале услужне активности | Приватна домаћинства          | Екстериторијалне организације и тела | Непознато            | Непознато                     |
| Мушки  | 1                         | 0                             | 0                                    | 7                    | 7                             |
| Женски | 0                         | 0                             | 0                                    | 2                    | 2                             |
| УКУПНО | 1                         | 0                             | 0                                    | 9                    | 9                             |